# نوئوا اسپارتا
نوئوا اسپارتا (به اسپانیایی: Nueva Esparta) یکی از ایالت‌های ونزوئلا است که مرکز آن شهر لا آسونسیون می‌باشد. نوئوا اسپارتا ۴۹۱٬۶۱۰ نفر جمعیت دارد.